# 上蒲刈島村
上蒲刈島村（かみかまがりじまむら）は、広島県安芸郡にあった村。現在の呉市の一部にあたる。

## 地理
- 海洋：広島湾
- 島嶼：上蒲刈島

## 歴史
- 1889年（明治22年）4月1日、町村制の施行により、安芸郡蒲刈島村が発足[1]。蒲刈島村は上蒲刈島・下蒲刈島と周辺の小島で構成されていた。
- 1891年（明治24年）7月27日、蒲刈島村が分割され、上蒲刈島村（上蒲刈島のうちの大浦・田戸・宮盛）と下蒲刈島村（上蒲刈島のうちの向浦と下蒲刈島全域〈大地蔵・三之瀬・下島〉）が発足[2][3]。
- 1956年（昭和31年）9月30日、上蒲刈島村は安芸郡向村と合併し、蒲刈町を新設して廃止された[2][3]。

## 産業
- 漁業、果樹[2]。